# Ugljični čelik
Ugljični čelik ili nelegirani čelik je čelik običnog kvaliteta, i tu se svrstava pretežno prema mehaničkim svojstvima, te se koristi za slabije opterećene dijelove strojeva, uređaja, vozila ili za šipke i rešetke. Svi ugljični čelici običnog kvaliteta primjenjuju se u sirovom stanju (bez toplinske obrade). Najvažniji prateći element kod ugljičnih čelika je ugljik. Njegov se sadržaj kreće u granicama obično od 0,1 do 0,6 % (maseni udio). Sadržaj ostalih pratećih elemenata se približno kreće do: 0,5 % silicij, 0,1 % aluminij, 0,8 % mangan, 0,1 titanij, 0,05 % sumpor, 0,25 bakar (iz otpada pri dobivanju čelika) i 0,05 % fosfor.

## Vrste ugljičnih čelika
Ugljični čelici se uglavnom dijele na niskougljične, srednjeugljične i visokougljične čelike. 

### Niskougljični čelici
Niskougljični čelici imaju uglavnom feritnu mikrostrukturu, a svojstvima su bliski čistom željezu, što se ogleda u mogućnostima njihova zavarivanja, dok im je glavni nedostatak nemogućnost postizanja visoke tvrdoće kaljenjem. Primjenjuju se za izradu konstrukcija, pa se za njih upotrebljava i naziv konstrukcijski čelici. Niskougljični čelici su najzastupljeniji čelici na tržištu zbog svoje relativno niske cijene, a mogu se iskoristiti za mnoge primjene. Niskougljični čelici imaju sadržaj ugljika od 0,05% do 0,25%.
Meki čelici imaju sadržaj ugljika od 0,16% do 0,29%, pa po svojim svojstvima nisu ni suviše krti, ni suviše žilavi. Oni nemaju veliku vlačnu čvrstoću, ali su jeftini i laki za obradu, dok se površini može povećati tvrdoća cementacijom. Gustoća im je oko 7 850 kg/m3, a Youngov modul elastičnosti je 210 GPa. 

### Srednjougljični čelici
Srednjougljični čelici imaju miješanu, perlitno–feritnu strukturu. Nasuprot niskougljičnim čelicima, imaju veću čvrstoću i tvrdoću, te manju žilavost i istezljivost. Veća količina ugljika otežava zavarivanje, no omogućuje kaljenje. Uglavnom se primjenjuju za izradbu konstrukcijskih elemenata.
Srednje ugljični čelici (0,25 - 0,60% ugljika) koriste se uglavnom u normaliziranom stanju, a u poboljšanom stanju služe za dijelove manjih presjeka. Čelici s 0,5 - 0,6% ugljika primjenjuju se za dijelove otporne na trošenje, kao npr. zupčanici, pužni transporteri, ekscentri, klinovi. Sitni strojni dijelovi izrađuju se također od srednje ugljičnih čelika isporučenih u obliku limova, traka, žica, vučenih ili hladno valjanih šipki.

### Visokougljični čelici
Visokougljični čelici imaju perlitno–cementitnu strukturu, koja je glavni uzrok povećanoj tvrdoći, ali i smanjenoj žilavosti i istezljivosti. Široku primjenu imaju u izradi alata, zbog iznimno dobre kaljivosti, ali smanjenoj rastezljivosti, a samim time i u izradbi konstrukcija. Visokougljični čelici imaju sadržaj ugljika od 0,6% do 1,7% (maseni udio).

### Građevinski čelici
Građevinski čelici uglavnom su meki (niskougljični C < 0,25%) čelici u obliku profila, limova, šipki, žica za armirani beton.

### Brodograđevni čelici
Brodograđevni čelici su u obliku limova i profila od mekog čelika (zavarljivog), a za željeznicu u obliku posebnih valjanih proizvoda i otkovaka od nisko i srednje ugljičnih čelika (kotači, tračnice, osovine vagona). Brodograđevni čelici pripadaju skupini konstrukcijskih čelika, koji su najzastupljeniji u proizvodnji i primjeni za nosive, uglavnom zavarene konstrukcije. Za konstrukciju brodskog trupa rabe se toplo valjani limovi, široke trake, profili i šipke, opisani u pravilima o materijalima registara brodova. Proizvode se u konvertorima s kisikom (LD postupak), električnim pećima (elektrolučne i elektroindukcijske peći) ili posebnim postupcima koje odobravaju registri. Dodatni zahtjevi registara brodova odnose se na dezoksidaciju čelika (umireni čelik) i postupak valjanja.
Pri izgradnji, popravcima i eksploataciji brodova, od iznimne je važnosti poznavanje sastava i svojstava brodograđevnih čelika. Brodograđevni čelici dijele se na:
- čelike normalne čvrstoće,
- čelike povećane čvrstoće.

Većina brodova gradi se od brodograđevnih čelika normalne čvrstoće, koji se ovisno o najnižoj temperaturi jamčene žilavosti dijele u sljedeće kategorije: A, B, D i E. Nastojanje smanjenja ukupnih troškova materijala i utroška pogonske energije potaknuli su razvoj čelika povišene čvrstoće ili mikrolegirani čelici. Primjenom tih čelika smanjuju se masa i obujam konstrukcije, te nosivi presjeci, zbog više granice tečenja i vlačne čvrstoće. Porast čvrstoće nije rezultat povećanoga udjela ugljika, već tehnologije prerade, pa se čelici povećane čvrstoće dijele na:
- sitnozrnate normalizirane (feritno-perlitna struktura),
- poboljšane (mikrostruktura popuštenog martenzita),
- termomehaničke obrađene.

Pravilima registara, brodograđevni se čelici povišene čvrstoće ovisno o najnižoj temperaturi jamčene žilavosti, dijele u četiri skupine s tri podskupine:
- A (A32, A36, A40),
- D (D32, D36, D40),
- E (E32, E36, E40),
- F (F32, F36, F40).

### Čelici za kotlove
Posebna primjena zahtijeva od čelika za kotlove otpornost na visoke temperature. Čelici za kotlove su niskougljični čelici, feritno-perlitne strukture, s određenim udjelom mangana i silicija ili niskolegirani čelici legirani kromom i molibdenom. Svojstva čelika za kotlove, ovise o malenim promjenama sastava, o veličini i obliku kristalnog zrna, a koji su posljedica mehaničke ili toplinske obrade.

### ARMCO željezo
ARMCO željezo je relativno čisto željezo, koje se dobiva u pećima s otvorenim ložištem (Siemens-Martinova peć), na sličan način kao i čelik. Visoka se čistoća postiže na visokim temperaturama, oksidacijom nečistoća zbog dodavanja željezne rude visoke čistoće za vrijeme postupka rafinacije. Svojstva ARMCO željeza ovise o malenim promjenama sastava, veličini i obliku kristalnog zrna, a koji su posljedica mehaničke ili toplinske obrade.
ARMCO željezo lako se i ravnomjerno zavaruje, boji i ima visoku magnetsku permeabilnost i nisku retentivnost. Široka primjena u gotovo svim područjima tehnike uključuje: galvanizirane limove, oplatu brodskih tankova, generatore pare, spremnike plina, cijevi velikih promjera, hladnjake, itd.

### Karoserijski limovi
Karoserijski limovi su čelici s približno 0,1% ugljika, visoke čistoće (fosfor i sumpor < 0,035%), dobro se izvlače i imaju glatku površinu (npr. čelik DC04).

### Čelici za žice
Čelici za žice (od 0,3 do 1,0% C) služe za čeličnu užad, žice kotača (npr. kod bicikla), žice kišobrana, žičane mreže i opruge najvišeg kvaliteta.

### Čelici za automate
Čelici za automate (valjane ili vučene šipke, npr. čelici 10S20, 45S20) koriste se za izradu sitnih dijelova poput vijaka i matica na automatskim strojevima. To su ugljični čelici s povećanim sadržajem fosfora (do 0,11%), sumpora (do 0,3%) ili olova (0,35%), što im daje lako lomljivu isprekidanu strugotinu. Zahvaljujući olovu postiže se veća brzina rezanja i bolja kvaliteta rezane površine.

## Povezani članak
- zavarivanje